# Samolot towarzyszący

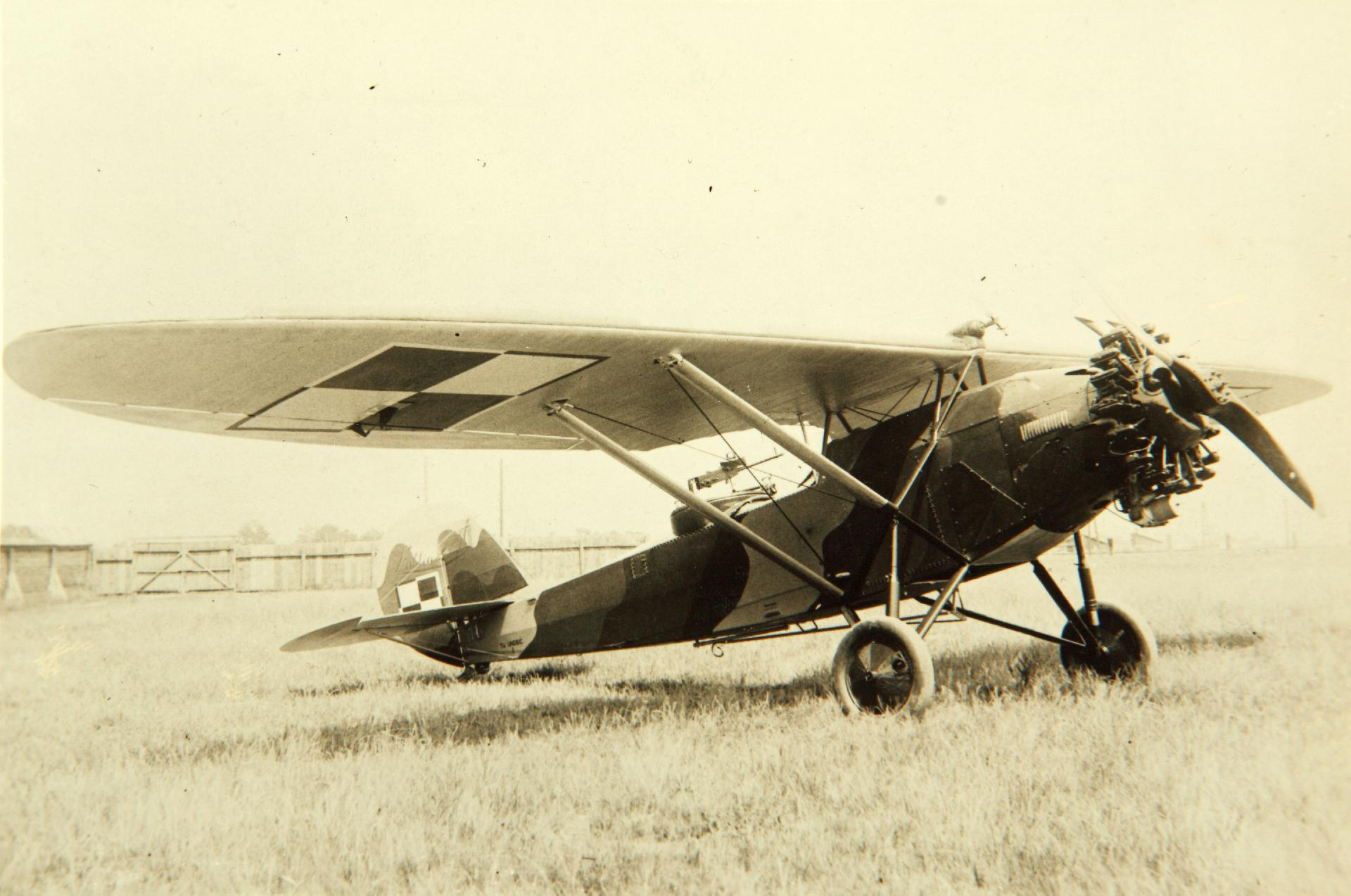
Samolot towarzyszący Lublin R.XIII

Samolot towarzyszący – samolot wojskowy przeznaczony do współpracy na froncie z jednostkami wojsk lądowych.
Koncepcja lotnictwa towarzyszącego pojawiła się we Francji po zakończeniu I wojny światowej, lecz tylko w Polsce w okresie międzywojennym zaczęto je organizować i rozwijać. W innych krajach natomiast rozwinęło się lotnictwo rozpoznawcze, które spełniało część zadań lotnictwa towarzyszącego. Natomiast dodatkowo w Wielkiej Brytanii w okresie II wojny światowej zaczęto organizować ściśle wyspecjalizowane jednostki lotnicze do współpracy z artylerią. 
Do zadań lotnictwa towarzyszącego należały: współpraca z piechotą, artylerią i kawalerią, utrzymanie i zapewnienie im łączności, obserwację pola walki w pierwszej i drugiej linii bojowej do celów taktycznych. Lotnictwo to, jak mówiła jego nazwa, towarzyszyło jednostkom piechoty, artylerii i kawalerii we wszystkich ich poczynaniach i ruchach na froncie oraz ściśle z nimi współdziałało. Jednostką bojową lotnictwa towarzyszącego był pluton w składzie od 3 do 6 samolotów. Lotnictwo towarzyszące istniało w lotnictwie polskim w latach 1921–1939, krótko przed wybuchem II wojny światowej zmieniono jego nazwę na lotnictwo obserwacyjne. W chwili wybuchu wojny w polskim lotnictwie wojskowym istniało 12 eskadr obserwacyjnych.
Na podstawie tak określonych założeń Departament Lotnictwa Ministerstwa Spraw Wojskowych (dowództwo lotnictwa wojskowego w okresie pokoju w Polsce międzywojennej) pod koniec lat dwudziestych określił cechy samolotu towarzyszącego. Zgodnie z tymi założeniami samolot towarzyszący powinien być lekkim samolotem, przystosowanym do lądowania w przygodnym terenie, charakteryzować się możliwie najkrótszym rozbiegiem i dobiegiem. Mieć składane skrzydła, a po ich złożeniu zmieścić się w bramce o wymiarach 2,5 × 2,8 m. Dzięki składanym skrzydłom samolot towarzyszący mógł być holowany za samochodem po szosie na własnych kołach podwozia oraz hangarowany pod osłoną drzew lub nawet w stodole. Ponadto jako samolot wojskowy powinien być uzbrojony i wyposażony w środki łączności.
Produkowanymi seryjnie samolotami towarzyszącymi były m.in.: PZL Ł.2, RWD-14, Lublin R-XIII.